# The Gathering (2002)
The Gathering ist ein US-amerikanisch-britischer Mystery-Thriller von Brian Gilbert aus dem Jahr 2002.

## Handlung
Cassie Grant (Christina Ricci) ist ein junges Mädchen aus den Vereinigten Staaten, das zu Fuß durch England wandert. 
Auf dem Weg nach Ashby Wake wird Cassie von einem Auto angefahren. Die Fahrerin, Mrs. Marion Kirkman (Kerry Fox), ruft einen Krankenwagen. Im örtlichen Krankenhaus meint der Arzt, dass Cassie einige Kratzer und nicht einmal eine Gehirnerschütterung hat
Cassie verlor aber ihr Gedächtnis und kennt nur ihren Namen und ihr Mutterland. Sie weiß nicht, aus welcher Stadt sie kam, wer ihre Familie ist und warum sie in England ist. Der Arzt erklärt, das Gedächtnis mag sie durch den Schock verloren haben. Es stelle sich mit der Genesung wieder ein. Mrs. Kirkman lädt Cassie ein, bei ihr zu bleiben, bis der Gedächtnisverlust überwunden ist.
Mrs. Kirkman fühlt sich schuldig und verantwortlich für das einsame Mädchen.
Als sich Cassie erholt, erahnt sie in ein Geheimnis, das ihre Gastgeber und andere, die sie in der Stadt sieht, betrifft. Ihre Gedächtnislücken verstärken die Spannung, als sie einen Mann namens Dan Blakely (Ioan Gruffudd) trifft. Sie glaubt ihn zu kennen, ohne zu wissen, woher. Cassie fühlt sich sehr zu Mrs. Kirkmans Sohn Michael (Harry Forrester) hingezogen und lernt ihren Ehemann Simon (Stephen Dillane) kennen. Dieser Kunsthistoriker untersucht eine ungewöhnlich früh (im ersten Jahrhundert n. Chr.) erbaute Kirche in Glastonbury - nach der Ankunft eines Joseph von Arimathäa. Zwei Besucher des Glastonbury Festivals entdeckten Reste der Kirche kürzlich. Sie starben, weil sie durch ein Loch im Dach der Kirche fielen. In der Kirche fand man ein seltsames Stein-Relief, das 
Jesu Hinrichtung darstellt - inmitten von Schaulustigen.
Nach Tagen hat Cassie Visionen von der Zukunft der Menschen um sie herum. Sie meint, dass manche Leute sie beobachten, die oft an einem bestimmten Ort in Glastonbury erscheinen, den sie besucht. 
Sie untersucht Habseligkeiten des seltsamen Automechanikers Frederick Michael Argyle (Peter McNamara), darunter ein Sammelalbum mit Zeitungsausschnitten zu Vorwürfen des Kindesmissbrauchs in einem örtlichen Waisenhaus, die von Stadtbewohnern ignoriert wurden. Das Waisenhaus ist das Haus, in dem die Kirkmans jetzt leben. Cassie erkennt, dass Argyle eines der missbrauchten Kinder war und dass er sich mit dem jungen Michael identifiziert. Sie ahnt, dass Argyle sich an Stadtbewohnern für ihre Untaten ihm gegenüber rächen will. Sie kann niemand von der drohenden Katastrophe überzeugen. Ihr wird klar, dass eine Gruppe unsterblicher Personen als „Gathering“ Katastrophen und Morde beobachten, nicht nur beim Tod Jesu. Dem Konzept liege die Legende vom ruhelosen Juden zugrunde. Auch der Priester und der Bischof entdecken dies. Der Priester eilt herbei, um Mr. Kirkman zu informieren. 
Auf dem Weg dorthin sieht er das „Gathering“ auf einer Brücke über den Highway. Dabei stirbt er im Auto. Am selben Tag sieht Cassie in Visionen, wie ein junger Argyle vom Waisenhauspfarrer ins Haus gezerrt wird, während drei führende Persönlichkeiten der Stadt zusehen und lachen. Der Priester zerrt das Kind in einen Raum, wo er es weiter missbraucht und ihn die anderen begleiten. Cassie folgt den Männern in den Raum und erwacht. Sie sieht Michael über Bildern der archäologischen Stätte stehen und findet ein Foto, das sie zu entsetzen scheint.
Nach dem Unfall des Priesters übergibt der Bischof die seltsame Nachricht an Herrn Kirkman, der ahnt, dass seine Familie in Gefahr ist. Er eilt nach Hause, um zu verhindern, was auch immer passieren wird. Cassie besucht mit den Kirkman-Kindern das örtliche Fest und sieht, wie sich die seltsamen Leute um das Festgelände versammeln. Sie will die Polizei vor Argyles Plan warnen, entdeckt aber Dan, der den diensthabenden Beamten tötete. Dann enthüllt er, dass er zu den Gatherings gehört, die aber nun Tragödien nicht nur beobachten, sondern nun potenzielle Tragödien wahrscheinlicher machen. Cassie hindert Argyle, Festivalbesucher mit einer Bombe zu töten, kann ihn aber nicht davon abhalten, sich an jenen zu rächen, die ihn missbrauchten. Nach einer Verfolgungsjagd opfert Cassie ihr Leben, um jenes der Kinder der Familie Kirkman zu retten. Mr. Kirkman kommt rechtzeitig, um Argyle abzuhalten, seine Familie zu töten. Am Ende scheint auch Cassie zu den Gatherings zu gehören. Nachdem sie „gestorben“ ist, erscheint sie unter ihnen, während sie Argyle anstarren, der nach einem Stromschlag stirbt. Cassie weint, während die anderen nur dastehen und zusehen. Weil sie Mitgefühl empfand und die Untaten zu verhindern suchte, wird ihr Wanderleben enden. Sie wird Frieden finden, was sie dem Sohn von Mr. Kirkman nachts am selben Tag erzählt.

Es wurden Ähnlichkeiten mit der Ray Bradbury-Geschichte „The Crowd“ festgestellt.

## Versionen
Es existieren zwei verschiedene Versionen des Filmes. Unter anderem in Deutschland, dem Vereinigten Königreich und den Vereinigten Staaten wurde ausschließlich eine um etwa 13 Minuten gekürzte Version auf DVD veröffentlicht. Die gekürzte Version hat eine Spieldauer von exakt 83:31 (PAL-DVD). Die ungekürzte Version wurde vom ZDF und von der BBC im Fernsehen gezeigt und ist zum Beispiel auf den französischen, polnischen und japanischen DVD-Versionen zu finden; sie hat eine Spieldauer von ca. 97 Minuten (PAL) bzw. 101 Minuten (NTSC).

## Auszeichnungen
- Nominierung für den Fantasporto Award 2003
- Nominierung für das Golden Fleece der Golden Trailer Awards 2003

## Kritiken
„Der religiös angehauchte Mystery-Thriller widmet sich auf unspektakuläre Weise den Themen Handeln und Buße, Schicksal und Entscheidung. Auf der gestalterischen Ebene enttäuscht er durch die wenig überzeugende Figurenzeichnung sowie inszenatorische Schwächen.“